# Ech Cheliff
Ech Cheliff (früher auch El Asnam, früher französisch Orléansville; arabisch الشلف asch-Schalif, DMG aš-Šalif oder الأصنام al-Asnām, DMG al-Aṣnām, tamazight ⵛⵛⵍⴻⴼ Cclef) ist eine Großstadt im Norden Algeriens mit 178.616 (Zensus 2008) Einwohnern am Fluss Cheliff. Sie liegt in der Provinz Chlef, deren Hauptstadt sie ist. Die Universitätsstadt bildet das Zentrum einer Region, in der intensive Landwirtschaft betrieben wird.

## Geschichte
Die Römer gründeten Ech Cheliff als Siedlung namens Castellum Tingitanum. 1843 nahm die französische Julimonarchie den Ort in Besitz, sie machte ihn zu einem militärischen Außenposten und nannte ihn Orléansville. Ein Erdbeben zerstörte die Stadt am 9. September 1954. Etwa 1500 Menschen starben, es gab über 14.000 Verletzte und rund 300.000 Menschen wurden obdachlos. Der Historiker Jacques Frémeaux schreibt, dass die Katastrophe die begrenzten Möglichkeiten zur Nothilfe offenbarte, über die die französische Administration in Algerien verfügte.
Von 1954 bis 1962 währte der Algerienkrieg. Bis zum Kriegsende und der Unabhängigkeit gehörte die Stadt zum 1956 neu eingeteilten französischen Verwaltungsgebiet Wilaya 4.
1980 bei einem weiteren Erdbeben mit der Stärke 7,3 auf der Richterskala wurde El Asnam fast komplett zerstört und an anderer Stelle unweit des alten Stadtzentrums neu wieder aufgebaut. Ein Jahr danach benannte man die Stadt um in Ech Cheliff, um die Assoziation mit der Naturkatastrophe zu vermeiden.

## Persönlichkeiten
- Ali Benouna (1907/1908–1980), algerisch-französischer Fußballspieler
- Paul Robert (1910–1980), französischer Romanist und Lexikograf
- Abdelkader Ben Bouali (1912–1997), Fußballspieler
- Riahi Rabih (1912–1946), französischer Fußballspieler
- Fodil Megharia (* 1961), Fußballspieler
- Radouane Abbes (* 1965), Fußballspieler
- El-Hadi Laameche (* 1990), Langstreckenläufer
- Ayoub Abdi (* 1997), Handballspieler